# GP Industria & Artigianato di Larciano
GP Industria & Artigianato di Larciano – klasyczny wyścig kolarski rozgrywany we Włoszech, w regionie Toskania. Od 2005 należy do cyklu UCI Europe Tour i ma kategorię 1.HC.
Wyścig odbył się po raz pierwszy w 1967 i organizowany jest co roku. W 1972 wyścig nie odbył się. Rekordzistą pod względem ilości zwycięstw są Włosi: Franco Bitossi i Gianni Faresin, którzy trzykrotnie triumfowali w tym wyścigu.
W latach 1967–1976 był organizowany pod nazwą Circuito di Larciano.

## Lista zwycięzców
| Rok  | Pierwsze                 | Drugie                   | Trzecie                    |          |
| ---- | ------------------------ | ------------------------ | -------------------------- | -------- |
| 1967 | Michele Dancelli         | Franco Bitossi           | Vittorio Adorni            |          |
| 1968 | Vittorio Adorni          | Franco Bitossi           | Gianni Motta               |          |
| 1969 | Franco Bitossi           | Gianni Motta             | Felice Gimondi             |          |
| 1970 | Franco Bitossi           | Mauro Simonetti          | Jean-Pierre Monseré        |          |
| 1971 | Felice Gimondi           | Franco Bitossi           | Rik Van Linden             |          |
| 1973 | Franco Bitossi           | Eddy Merckx              | Felice Gimondi             |          |
| 1974 | Giacinto Santambrogio    | Franco Bitossi           | Ole Ritter                 |          |
| 1975 | Roger De Vlaeminck       | Francesco Moser          | Felice Gimondi             |          |
| 1976 | Felice Gimondi           | Walter Riccomi           | Mauro Vannucchi            |          |
| 1977 | Giancarlo Tartoni        | Gabriele Mugnaini        | Attilio Rota               |          |
| 1978 | Francesco Moser          | Alfio Vandi              | Vittorio Algeri            |          |
| 1979 | Vittorio Algeri          | Francesco Moser          | Pierino Gavazzi            |          |
| 1980 | Giuseppe Saronni         | Pierino Gavazzi          | Bruno Leali                |          |
| 1981 | Pierino Gavazzi          | Gianbattista Baronchelli | Alfio Vandi                |          |
| 1982 | Gianbattista Baronchelli | Pierino Gavazzi          | Silvano Contini            |          |
| 1983 | Fabrizio Verza           | Sergio Santimaria        | Jesper Worre               |          |
| 1984 | Marco Franceschini       | Giuseppe Passuello       | Emanuele Bombini           |          |
| 1985 | Pierino Gavazzi          | Jesper Worre             | Sergio Scremin             |          |
| 1986 | Giovanni Bottoia         | Marco Franceschini       | Dag Erik Pedersen          |          |
| 1987 | Marino Amadori           | Stefano Colagè           | Gianni Bugno               |          |
| 1988 | Massimo Ghirotto         | Stefano Colagè           | Gianbattista Baronchelli   |          |
| 1989 | Edward Salas             | Gianbattista Baronchelli | Maurizio Fondriest         |          |
| 1990 | Dmitrij Konyszew         | Massimo Ghirotto         | Leonardo Sierra            |          |
| 1991 | Gianni Faresin           | Stefano Cortinovis       | Giuseppe Petito            |          |
| 1992 | Gianni Faresin           | Stefano Colagè           | Daniel Steiger             |          |
| 1993 | Marco Saligari           | Pēteris Ugrjumovs        | Maurizio Molinari          |          |
| 1994 | Francesco Casagrande     | Bjarne Riis              | Andrea Ferrigato           |          |
| 1995 | Andrea Ferrigato         | Angelo Canzonieri        | Luca Gelfi                 |          |
| 1996 | Michele Bartoli          | Francesco Casagrande     | Claudio Chiappucci         |          |
| 1997 | Gianni Faresin           | Francesco Casagrande     | Valentino Fois             |          |
| 1998 | Romāns Vainšteins        | Mario Manzoni            | Luca Mazzanti              |          |
| 1999 | Massimo Podenzana        | Danilo Di Luca           | Luca Scinto                |          |
| 2000 | Danilo Di Luca           | Sergio Barbero           | Nicola Miceli              |          |
| 2001 | Davide Rebellin          | Francesco Casagrande     | Danilo Di Luca             |          |
| 2002 | Stefano Garzelli         | Giuliano Figueras        | Francesco Casagrande       |          |
| 2003 | Juan Fuentes             | Gabriele Colombo         | Fabiano Fontanelli         |          |
| 2004 | Damiano Cunego           | Igor Astarloa            | Ruggero Borghi             |          |
| 2005 | Luca Mazzanti            | Ruggero Marzoli          | Fredy González             |          |
| 2006 | Damiano Cunego           | Daniele Pietropolli      | Franco Pellizotti          |          |
| 2007 | Vincenzo Nibali          | Franco Pellizotti        | Mychajło Chaliłow          |          |
| 2008 | Eddy Ratti               | Francesco Ginanni        | Luis Felipe Laverde        |          |
| 2009 | Daniele Callegarin       | Gabriele Bosisio         | Jackson Rodríguez          |          |
| 2010 | Daniele Ratto            | Miguel Ángel Rubiano     | Franco Pellizotti          |          |
| 2011 | Ángel Vicioso            | Giovanni Visconti        | Mauro Finetto              |          |
| 2012 | Filippo Pozzato          | Fabio Taborre            | Kristijan Đurasek          |          |
| 2013 | Mauro Santambrogio       | Patrik Sinkewitz         | Oscar Gatto                |          |
| 2014 | Adam Yates               | Davide Formolo           | Francesco Manuel Bongiorno |          |
| 2016 | Simon Clarke             | Andrea Fedi              | Giovanni Visconti          |          |
| 2017 | Adam Yates               | Richard Carapaz          | Rigoberto Urán             |          |
| 2018 | Matej Mohorič            | Marco Canola             | Davide Ballerini           |          |
| 2019 | Maximilian Schachmann    | Mattia Cattaneo          | Andrea Vendrame            |          |
| 2020 | odwołany                 | odwołany                 | odwołany                   | odwołany |
| 2021 | Mauri Vansevenant        | Bauke Mollema            | Mikel Landa                |          |
| 2022 | Diego Ulissi             | Alessandro Fedeli        | Xandro Meurisse            |          |
| 2023 | Ben Healy                | Amanuel Ghebreigzabhier  | Mark Stewart               |          |
| 2024 | Marc Hirschi             | Thomas Silva             | Diego Ulissi               |          |